# Теорема Эйлера о треугольнике

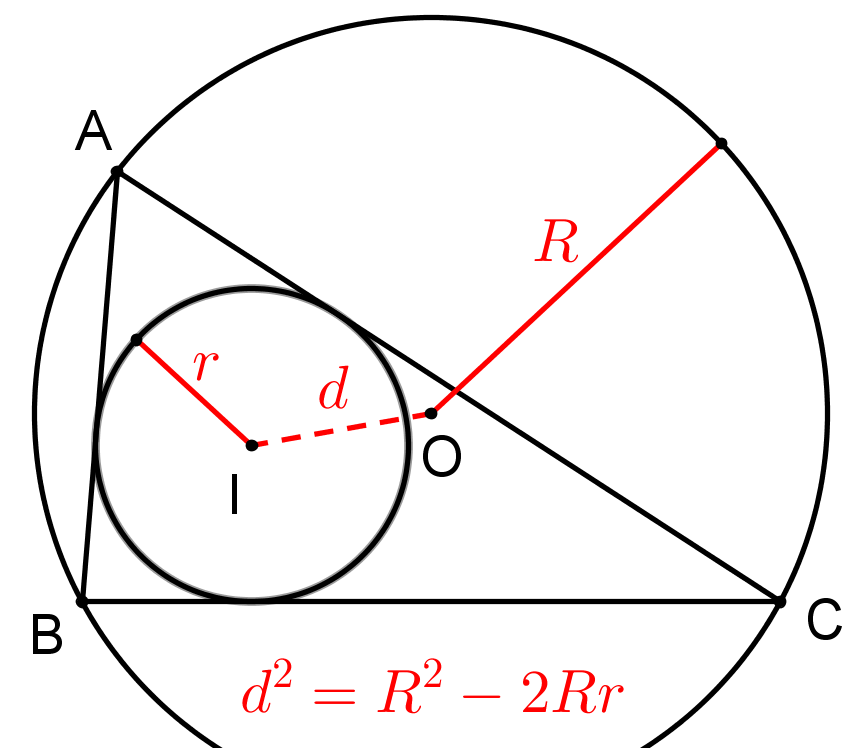

Формула Эйлера — теорема планиметрии, связывает расстояние между центрами вписанной и описанной окружностей и их радиусами.
Теорема названа в честь Леонарда Эйлера, который опубликовал её в 1765 году.
Однако тот же результат был получен ранее Уильямом Чапплом в 1746 году.

## Объяснение
Расстояние {\displaystyle d} между центрами вписанной и описанной окружностей треугольника может быть определено по формуле
{\displaystyle d^{2}=R^{2}-2Rr.}
где {\displaystyle R} — радиус описанной, {\displaystyle r} — радиус вписанной окружности.
В 1969 году Георгий Александров дал развернутую формулу:
{\displaystyle d^{2}={\frac {a\,b\,c\,}{a+b+c}}\left[{\frac {a\,b\,c\,}{(a+b-c)\,(a-b+c)\,(-a+b+c)}}-1\right]}
где {\displaystyle a,b,c} — стороны треугольника.

### Замечания
- Приведённую формулу можно переписать следующим образом
{\displaystyle {\frac {1}{R-d}}+{\frac {1}{R+d}}={\frac {1}{r}}}.

или
{\displaystyle (R-r)^{2}=d^{2}+r^{2},}
- Из теоремы следует так называемое неравенство Эйлера
{\displaystyle R\geq 2r}.
  - Существует более сильная форма этого неравенства[3]:с. 198, а именно:
{\displaystyle {\frac {R}{r}}\geq {\frac {abc+a^{3}+b^{3}+c^{3}}{2abc}}\geq {\frac {a}{b}}+{\frac {b}{c}}+{\frac {c}{a}}-1\geq {\frac {2}{3}}\left({\frac {a}{b}}+{\frac {b}{c}}+{\frac {c}{a}}\right)\geq 2,}

где {\displaystyle a,b,c} — стороны треугольника.
- Для сферического треугольника отношение радиуса описанной окружности к радиусу вписанной может быть меньше 2. Более того, для любого числа между 1 и 2 существует правильный сферический треугольник с отношением радиуса описанной к радиусу вписанной окружности, равным этому числу.

## Вариации и обобщения

### Для центра вневписанной окружности
Для вневписанных окружностей уравнение выглядит похоже:
{\displaystyle (R+r_{out})^{2}=d_{out}^{2}+r_{out}^{2},}
где {\displaystyle r_{out}} — радиус одной из вневписанных окружностей, а {\displaystyle d_{out}} — расстояние от центра описанной окружности до центра этой вневписанной окружности.

### Для многоугольников

Во вписанно-описанном четырёхугольнике ABCD с центрами вписанной и вписанной окружностей соответственно I и О.

- Для радиусов {\displaystyle R} и {\displaystyle r} соответственно описанной и вписанной окружностей данного вписанно-описанного четырёхугольника (см. рис.) и расстояния {\displaystyle d=x} между центрами этих окружностей выполняется соотношение:
{\displaystyle {\frac {1}{(R+d)^{2}}}+{\frac {1}{(R-d)^{2}}}={\frac {1}{r^{2}}}},

или эквивалентно,
{\displaystyle d^{2}=R^{2}+r^{2}-r{\sqrt {4R^{2}+r^{2}}}}
- Это соотношение называют Теоремой Фусса. Оно получено Николаем Ивановичем Фуссом в 1792 году.

- Теорема Кэли о цепи Понселе обобщает теорему Эйлера на вписанно-описанные {\displaystyle n}-угольники[1].